# Pleurocera pyrenella
Pleurocera pyrenella är en snäckart som först beskrevs av Conrad 1834.  Pleurocera pyrenella ingår i släktet Pleurocera och familjen Pleuroceridae. IUCN kategoriserar arten globalt som nära hotad. Inga underarter finns listade i Catalogue of Life.